# Notoxus louwi
Notoxus louwi es una especie de coleóptero de la familia Anthicidae.

## Distribución geográfica
Habita en la Provincia del Cabo (Sudáfrica).